# Canthigaster valentini
Canthigaster valentini, một số tài liệu tiếng Việt gọi là cá nóc dẹt va-lăng, là một loài cá biển thuộc chi Canthigaster trong họ Cá nóc. Loài này được mô tả lần đầu tiên vào năm 1853.

## Từ nguyên
Từ định danh valentini được đặt theo tên của nhà tự nhiên học người Hà Lan François Valentijn, người đầu tiên ghi chép về loài cá này vào năm 1726.

## Phạm vi phân bố và môi trường sống
Từ Biển Đỏ, C. valentini được phân bố trải dài về phía đông, băng qua nhiều vùng biển thuộc khu vực Ấn Độ Dương - Thái Bình Dương đến Tuamotu (Polynésie thuộc Pháp), ngược lên phía bắc đến Nhật Bản (gồm cả quần đảo Ogasawara) và Hàn Quốc, xa về phía nam đến Úc (đến bang New South Wales, bao gồm đảo Lord Howe); những cá thể lang thang đã được bắt gặp ở quần đảo Galápagos (Ecuador) phía đông Thái Bình Dương.
Ở Việt Nam, được ghi nhận tại quần đảo Hoàng Sa; cù lao Chàm (Quảng Nam); đảo Lý Sơn (Quảng Ngãi); vịnh Nha Trang (Khánh Hòa) và quần đảo Trường Sa; bờ biển Phú Yên và Ninh Thuận; cù lao Câu và một vài đảo đá ngoài khơi Bình Thuận.
C. valentini sống tập trung gần các rạn san hô trong đầm phá dưới triều hay trên các rạn viền bờ, cũng có khi được tìm thấy trong các thảm cỏ biển, độ sâu được tìm thấy đến ít nhất là 55 m.

## Mô tả

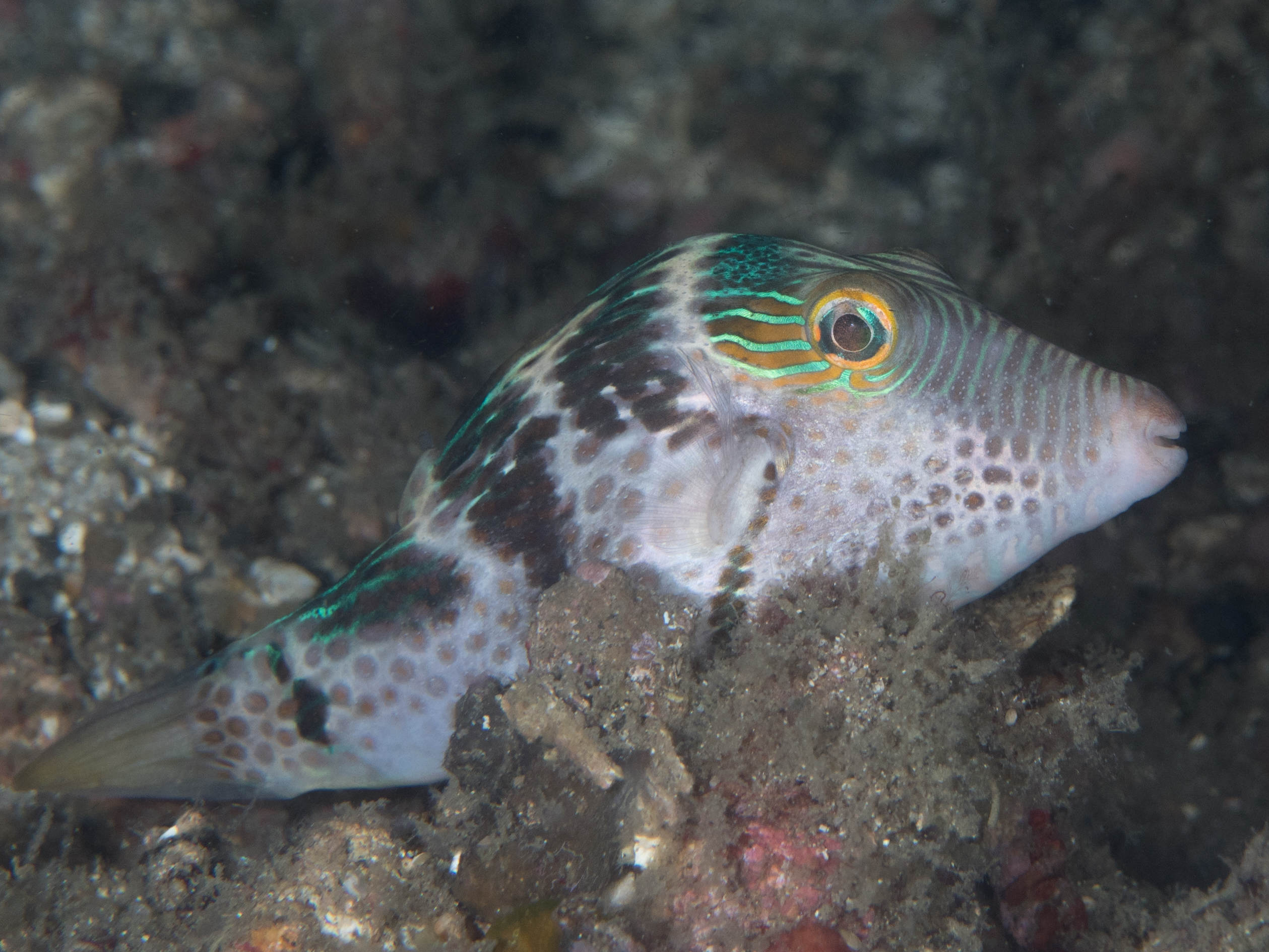
C. valentini nằm nghỉ trên một mỏm san hô

Chiều dài cơ thể lớn nhất được ghi nhận ở C. valentini là 11 cm. Loài này có màu trắng với nhiều đốm màu vàng nâu phủ khắp cơ thể (trừ vùng bụng). Có 4 vệt đen/nâu sẫm dọc lưng, vệt thứ nhất ngay sau mắt và vệt cuối nằm trên cuống đuôi, hai vệt giữa lan rộng và hẹp dần về phía bụng. Mắt có vòng cam bao quanh đồng tử. Sau mắt thường có các vạch ngắn màu xanh lam. Vây đuôi vàng, có viền đen ở hai thùy trên và dưới. Gốc các vây lưng và vây hậu môn có dải vàng cam.
Số tia vây ở vây lưng: 9; Số tia vây ở vây hậu môn: 9; Số tia vây ở vây ngực: 16–17.

## Sinh thái học
Thức ăn của C. valentini bao gồm các loại tảo (tảo lục, tảo nâu và tảo đỏ, bao gồm cả rong san hô), động vật phân ngành Sống đuôi, động vật hình rêu, giun nhiều tơ, cầu gai và động vật thân mềm. C. valentini được ghi nhận là ăn cả san hô và có thể ảnh hưởng xấu đến quá trình phục hồi của san hô bị tẩy trắng.
Ở vùng biển Việt Nam, C. valentini được đánh giá là một loài cá nóc có độc tính rất mạnh.

### Hậu cung
C. valentini đực duy trì một hậu cung gồm nhiều con cá cái, mỗi con chiếm giữ một lãnh thổ và chịu sự kiểm soát của cá đực. Những con đực có lãnh thổ này ngăn cản những con đực độc thân (không lãnh thổ) tiếp cận "hậu cung" của nó.
Trong một thí nghiệm, khi những con cá cái trong hậu cung bị loại bỏ, cá đực cũng sẽ rời bỏ lãnh thổ của chính nó. Ngược lại, khi cá đực đầu đàn bị loại bỏ, cá cái vẫn sống trong lãnh thổ riêng của nó và di chuyển tự do mà không bị cá đực kiểm soát; bên cạnh đó, cá đực độc thân có thể tiếp quản hậu cung của cá đực trước "để lại" và trở thành cá đực có lãnh thổ.

### Tăng trưởng và sinh sản
Tốc độ tăng trưởng có sự khác nhau giữa hai giới: cá đực thường phát triển nhanh hơn cá cái. Khi chiều dài tăng lên, tốc độ tăng trưởng của cá đực và cá cái giảm dần.
Thời điểm sinh sản của C. valentini diễn ra cả ngày và quanh năm. Theo quan sát tại đảo Lizard (thuộc hệ thống rạn san hô Great Barrier, bờ đông Úc), khoảng cách giữa các lần sinh sản của C. valentini cái là 4 ngày vào mùa nước ấm và khoảng 10 ngày vào mùa nước mát.
Trứng đã thụ tinh không nhận được sự chăm sóc hay bảo vệ từ cá bố mẹ. Trứng hình cầu, có độ kết dính cao, đường kính 0,68–0,72 mm, bên trong chứa các giọt dầu li ti, nở vào lúc hoàng hôn khoảng 3 đến 5 ngày sau khi được thụ tinh.

### Loài kiểu mẫu

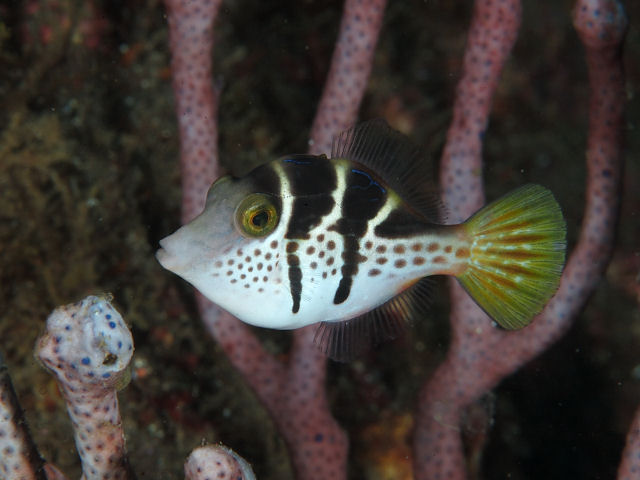
P. prionurus (để ý phần vây lưng và vây hậu môn)

C. valentini là một loài kiểu mẫu cho nhiều loài cá khác bắt chước, như cá mú Plectropomus laevis và cá bò giấy Paraluteres prionurus. Do những loài săn mồi thường tránh những loài có độc nên nhiều loài cá khác bắt chước kiểu hình của cá nóc (gọi là bắt chước kiểu Bates) để tạo cơ hội sống sót cho chúng.
C. valentini và P. prionurus thoạt nhìn hầu như không thể phân biệt ngay. Nếu quan sát kỹ, ta thấy rằng vây lưng và vây hậu môn của P. prionurus kéo dài từ giữa thân đến cuống đuôi; còn hai vây này ở C. valentini khá ngắn, chỉ giới hạn ở vùng thân (không kéo rộng ra đuôi). Ngoài ra, P. prionurus có một gai trên vây lưng đôi khi dựng thẳng lên, cá đực còn có thêm các ngạnh ở mỗi bên cuống đuôi. C. valentini thường có các vạch xanh sau mắt, và có cơ chế phồng mình đặc trưng của họ Cá nóc.
Khi cơ thể đang căng phồng, khả năng hấp thụ oxy của C. valentini tăng lên đáng kể, với tốc độ hấp thụ oxy tăng lên gấp 5 lần so với khi nghỉ ngơi. Da không phải là cơ quan hô hấp đáng kể, mà mang mới chính là cơ quan hấp thụ oxy chủ yếu khi C. valentini thổi phồng lên.

## Thương mại
C. valentini được thu thập trong ngành thương mại cá cảnh. Ở Maldives, C. valentini từng là loài cá nóc được thu thập nhiều nhất trước khi có lệnh cấm xuất khẩu vào năm 2003.